# Slovaquie progressiste
Slovaquie progressiste (en slovaque : Progresívne Slovensko, PS) est un parti politique social-libéral, progressiste et pro-européen slovaque créé en 2017.
Alors qu'il ne dispose d'aucun parlementaire, sa candidate Zuzana Čaputová est élue présidente de la République en mars 2019.

## Histoire

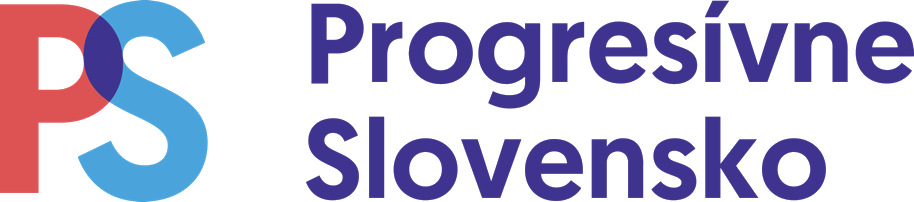
Logo jusqu'en 2021

Le parti a été enregistré auprès du ministère de l'Intérieur slovaque le 28 novembre 2017 après 13 500 signatures. Le congrès fondateur du parti s'est tenu le 20 janvier 2018. Ivan Štefunko (sk) est élu président du parti. Michal Truban (sk) était le président du parti jusqu'au 6 juin 2020. Depuis le 6 juin 2020, la présidente du parti Slovaquie progressiste est la militante des droits humains et femme politique Irena Bihariová.
À l'issue des élections de septembre 2023, PS obtient ses premiers 32 députés, devient la deuxième force politique de Slovaquie et le premier parti d'opposition au Gouvernement Fico IV nouvellement formé. Il remporte ensuite les élections européennes de 2024 et obtient 6 des 15 sièges slovaques.

## Idéologie
Slovaquie Progressiste se proclame centriste et libéral, dans un pays marqué par l'affaiblissement du sens des labels droite et gauche. Bien que sa politique économique soit d'inspiration sociale-libérale et que le parti s'allie régulièrement avec des partis de centre-droit libéraux-conservateurs comme Liberté et Solidarité, Démocrates et le Mouvement chrétien-démocrate, les positions de Slovaquie progressiste sur tous les autres plans, qu'ils soient institutionnels, environnementaux ou sociaux sont davantage situés idéologiquement au centre-gauche.
En effet, sur le plan économique, le parti promeut une politique libérale de défense de l'économie de marché face au frein de la bureaucratie étatique. Il défend ainsi la flexibilité, la dérégulation et les libertés économique des entreprises afin de rendre le pays plus attractif aux entreprises et investisseurs. Il prône enfin le libre-échange européen. Le parti compare son programme économique à celui de Renaissance, bien que selon Miso Ksinan, un historien slovaque interviewé par Libération en 2019 , il est en fait "plus à gauche".
Sur le plan institutionnel, Slovaquie Progressiste à pour but de restaurer la confiance des Slovaque envers les institutions étatiques et les représentants politiques. Dans cet objectif, il promet des réformes institutionnelles contre la corruption et pour davantage de séparation des pouvoirs.
Le parti est progressiste sur le plan social, il soutient notamment le droit à l'avortement, la reconnaissance des droits civiques pour les LGBT et le respect des droits des roms. Plus généralement, Slovaquie Progressiste met en avant l'éducation et la santé comme relevant de ses priorités. Le parti est également écologiste et pro-européen.
Sur le plan électoral, le parti refuse toute alliance avec les mouvements d'extrême droite comme le Parti national slovaque, Republika et Parti populaire "Notre Slovaquie". Il rejette également toute coopération avec le parti au pouvoir entre 2012 et 2020 et depuis 2023 SMER – social-démocratie, qui promeut une politique conservatrice et pro-Russie.

## Présidents
- 2018-2019 : Ivan Štefunko
- 2019-2020 : Michal Truban
- 2020-2022 : Irena Bihariová
- depuis 2022 : Michal Šimečka

## Résultats électoraux

### Élections présidentielles
| Élection | Candidat              | 1er tour | 1er tour | 1er tour | 2e tour   | 2e tour | 2e tour |
| Élection | Candidat              | Voix     | %        | Rang     | Voix      | %       | Rang    |
| -------- | --------------------- | -------- | -------- | -------- | --------- | ------- | ------- |
| 2019     | Zuzana Čaputová       | 870 415  | 40,57    | 1re      | 1 056 582 | 58,41   | Élue    |
| 2024     | Ivan Korčok (soutien) | 958 393  | 42,52    | 1er      | 1 243 709 | 46,88   | 2e      |

### Élections législatives
| Année | Voix    | %     | Rang | Mandats  | Gouvernement                   |
| ----- | ------- | ----- | ---- | -------- | ------------------------------ |
| 2020^ | 200 780 | 6,96  | 5e   | 0 / 150  | Opposition extra-parlementaire |
| 2023  | 533 136 | 17,96 | 2e   | 32 / 150 | Opposition                     |

### Élections européennes
| Année | Voix    | %     | Sièges | Position |
| ----- | ------- | ----- | ------ | -------- |
| 2019^ | 198 255 | 20,11 | 2 / 14 | 1er      |
| 2024  | 410 844 | 27,82 | 6 / 15 | 1er      |

^ en coalition avec SPOLU